# Olympiade
Pour l'album de William Sheller, voir Olympiade (album, 1995).

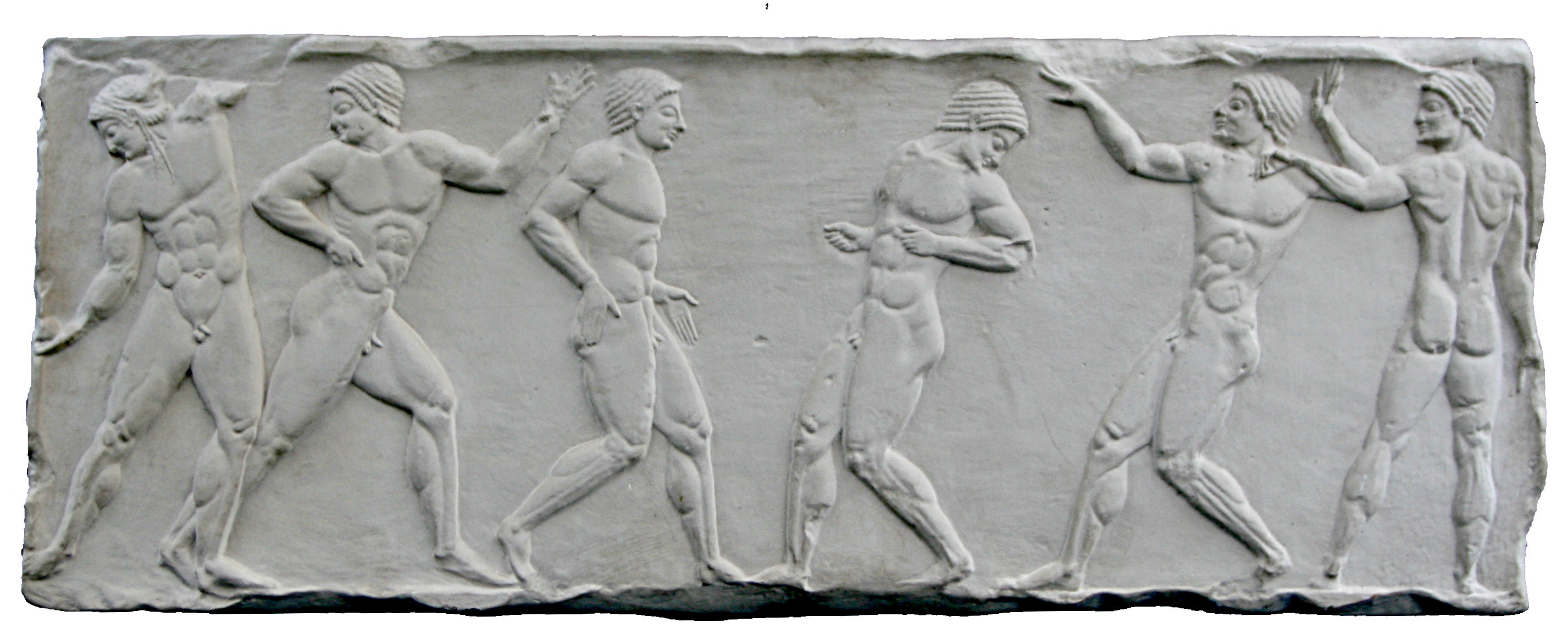
Pentathlon classique, bas-relief grec, vers 500 av. J.-C.

L’olympiade est une unité de temps constituée par la période de quatre années s’écoulant entre deux Jeux olympiques antiques. Elle est la base de la chronologie du monde grec à partir d’Alexandre le Grand.

## L’ère des olympiades
La première année de l'ère des olympiades date de 776 av. J.-C.. Les auteurs anciens datent tantôt simplement par olympiade, tantôt par 1re, 2e, 3e et 4e année de chaque olympiade. La célébration des jeux olympiques intervenait à la première année de chaque olympiade et l'ouverture des jeux suivants avait lieu la quatrième année. Ayant lieu tous les quatre ans, ces jeux olympiques constituaient ainsi une fête « pentétérique ».

## Correspondance avec le calendrier julien
Formule à employer pour réduire les olympiades en années, avec n le nombre des olympiades et p le chiffre additionnel (1re, 2e, 3e, 4e année de la n-ième olympiade). Si le résultat est positif ou nul, ajouter 1 puisqu’il n’existe pas d’année zéro ; ajouter encore 1 pour un événement daté vers la fin de l’année grecque (à partir de janvier et jusqu'au solstice d'été).
a = 4×(n - 1) + p - 777
Correspondance entre olympiades et années du calendrier julien proleptique, :
| Olympiade | Olympiade | Ire (1)       | XXe (20)      | XLe (40)      | LXe (60)      | LXXXe (80)    | Ce (100)      | CXXe (120)    |
| Année (*) | début     | 776 av. J.-C. | 700 av. J.-C. | 620 av. J.-C. | 540 av. J.-C. | 460 av. J.-C. | 380 av. J.-C. | 300 av. J.-C. |
| Année (*) | fin       | 772 av. J.-C. | 696 av. J.-C. | 616 av. J.-C. | 536 av. J.-C. | 456 av. J.-C. | 376 av. J.-C. | 296 av. J.-C. |
| Olympiade | Olympiade | CXLe (140)    | CLXe (160)    | CLXXXe (180)  | CXCIVe (194)  | CXCVe (195)   | CCe (200)     | CCXXe (220)   |
| Année (*) | début     | 220 av. J.-C. | 140 av. J.-C. | 60 av. J.-C.  | 4 av. J.-C.   | 1             | 21            | 101           |
| Année (*) | fin       | 216 av. J.-C. | 136 av. J.-C. | 56 av. J.-C.  | 1             | 5             | 25            | 105           |
| * Les Jeux olympiques étaient célébrés vers le milieu de l'été, et suivaient, pour les Athéniens, le commencement de l'année (non pas le 21 juin, mais le jour du solstice d'été qui tombait le 1er juillet en -775). |           |               |               |               |               |               |               |               |

## Olympiades
Au pluriel, olympiades est principalement synonyme de Jeux olympiques, sens premier du mot grec. Cet emploi a cependant été condamné par l’Académie dans un communiqué du 5 novembre 1964.[réf. nécessaire]
Des olympiades internationales en chimie, biologie, mathématiques, informatiques, etc. se déroulent chaque année entre des équipes d’élèves du monde entier. Elles sont même devenues traditionnelles dans certains pays ex-communistes (Chine, Russie, Roumanie, Cuba), où leurs jeunes participants espèrent attirer l’attention des recruteurs de grandes compagnies multinationales.[réf. nécessaire]